# Stephanie Zimbalist
Stephanie Zimbalist (ur. 8 października 1956 w Nowym Jorku) – amerykańska aktorka i scenarzystka telewizyjna, teatralna i filmowa.

## Życiorys

### Wczesne lata
Urodziła się w Nowym Jorku, w stanie Nowy Jork jako córka Lorandy Stephanie Spaulding Zimbalist, żydowskiej chrześcijanki, i Efrema Zimbalista Jr., aktora pochodzenia żydowskiego. Ma przyrodnie rodzeństwo - dzieci ojca i jego pierwszej żony Emily McNair; siostrę Nancy Zimbalist i brata Efrema „Skipa” Zimbalista III. Jej dziadek ze strony ojca Efrem Zimbalist był koncertującym skrzypkiem, nauczycielem i kompozytorem, a jej babka Alma Gluck była śpiewaczką operową (sopran). Jej kuzynka Marcia Davenport była autorką i historykiem.
Dorastała w Encino (dzielnica Los Angeles), w stanie Kalifornia. Ukończyła szkołę średnią Foxcroft High School w Middleburg, w stanie Wirginia. Uczyła się aktorstwa w nowojorskiej Juilliard School i Strasberg Institute w Los Angeles. 

### Kariera
Po występie w dramacie telewizyjnym NBC Yesterday's Child (1977), serialu MGM Lucan (1977) i sitcomie ABC Statek miłości (The Love Boat, 1978), zadebiutowała na dużym ekranie w dramacie familijnym Magia Lassie (The Magic of Lassie, 1978) u boku Jamesa Stewarta. W 1979 wystąpiła podczas festiwalu teatrów muzycznych w Las Palmas Theater w Los Angeles. 
Kreacja Margaret Corbeck, w dreszczowcu Przebudzenie (The Awakening, 1980) z Charltonem Hestonem, przyniosła jej nominację do nagrody Saturna. Popularność dała jej postać detektyw Laury Holt w serialu NBC Detektyw Remington Steele (Remington Steele, 1982-1987) u boku Pierce’a Brosnana. W 1982 odniosła sukces w spektaklu Antona Czechowa Wiśniowy sad na scenie Long Wharf Theatre w New Haven, w stanie Connecticut. W 1987 wystąpiła w musicalu Moja jedyna i tylko (My One and Only). Za tytułową rolę w dramacie telewizyjnym CBS Caroline? (1990) otrzymała nominację do nagrody Złotego Globu. 
W 1991 pojawiła się na scenie Off-Broadwayu w sztuce Tańcz kochanie (The Baby Dance), a w 1998 zagrała w musicalu Zwariowana ulica (Wonderful Town) wystawianym na deskach w Los Angeles. 
Gościła także w serialach: CBS Dotyk anioła (Touched by an Angel, 1997, 2001), AXN V.I.P. (2001) z Pamelą Anderson, CBS Nash Bridges (2001), NBC Jordan (Crossing Jordan, 2003) i CBS Potyczki Amy (Judging Amy, 2003).